# Walter Wallberg
Walter Wallberg (* 24. März 2000 in Bollnäs) ist ein schwedischer Freestyle-Skier. Er startet in den Buckelpisten-Disziplinen Moguls und Dual Moguls.

## Werdegang
Wallberg wuchs in Bollnäs auf und erlernte das Skifahren im Alter von zwei Jahren. Er startete im Januar 2015 in Krispl erstmals im Europacup und belegte dabei die Plätze 26 und 7. Bei den Juniorenweltmeisterschaften 2015 in Chiesa in Valmalenco wurde er 28. im Moguls und 11. im Dual Moguls. Am 12. Dezember debütierte er in Ruka im Weltcup. Im weiteren Saisonverlauf holte er bei elf Teilnahmen im Europacup vier Siege. Zudem wurde er zweimal Zweiter und zweimal Dritter und gewann damit die Moguls-Disziplinenwertung des Europacups. Im April 2016 gewann er bei den Juniorenweltmeisterschaften in Åre die Silbermedaille im Moguls-Wettbewerb und belegte im Dual Moguls den sechsten Platz.
Nach einem verhaltenen Beginn der Saison 2016/17 erreichte Wallberg Mitte Januar 2017 mit dem fünften Platz im Moguls in Lake Placid seine erste Top-10-Platzierung im Weltcup. Beim folgenden Weltcup in Val Saint-Côme kam er mit dem dritten Platz im Moguls-Wettbewerb erstmals aufs Podium. Im April 2017 wurde er schwedische Meister im Dual Moguls, bei den Juniorenweltmeisterschaften 2017 in Chiesa in Valmalenco wurde er Sechster im Moguls und Vierter im Dual Moguls. Die FIS kürte ihn zum Rookie of the Year. Im folgenden Jahr errang er bei den Olympischen Winterspielen in Pyeongchang den 21. Platz im Moguls-Wettbewerb und gewann bei den Juniorenweltmeisterschaften in Duved die Goldmedaille im Dual Moguls. Zudem wurde er in Bygsiljum schwedischer Meister im Moguls und Dual Moguls. Nach Platz drei im Moguls in Ruka zu Beginn der Saison 2018/19, errang er in Calgary und Lake Placid jeweils den zweiten und in Shymbulak den dritten Platz und erreichte damit den achten Platz im Gesamtweltcup und den vierten Rang im Moguls-Weltcup. Beim Saisonhöhepunkt, den Freestyle-Skiing-Weltmeisterschaften 2019 in Park City, kam er auf den neunten Platz im Moguls und auf den vierten Rang im Dual Moguls. Ende März 2019 wurde er im Kungsberget erneut schwedischer Meister im Dual Moguls. In der Saison 2019/20 belegte er mit zwei dritten Plätzen und einen zweiten Platz, den siebten Platz im Moguls-Weltcup.
Bei den 24. Olympischen Winterspielen in Peking gewann Wallberg die Goldmedaille in der Disziplin Buckelpiste (Moguls).

## Erfolge

### Olympische Spiele
- Pyeongchang 2018: 21. Moguls
- Peking 2022: 1. Moguls

### Weltmeisterschaften
- Sierra Nevada 2017: 29. Dual Moguls, 44. Moguls
- Park City 2019: 4. Dual Moguls, 9. Moguls
- Bakuriani 2023: 2. Dual Moguls, 3. Moguls

### Weltcupsiege
Wallberg errang im Weltcup bisher 19 Podestplätze, davon 1 Sieg.
| Datum           | Ort          | Land   | Disziplin   |
| --------------- | ------------ | ------ | ----------- |
| 28. Januar 2023 | Val St. Come | Kanada | Dual Moguls |

Weltcupwertungen:
| Saison  | Gesamt | Gesamt | Moguls | Moguls |
| Saison  | Platz  | Punkte | Platz  | Punkte |
| ------- | ------ | ------ | ------ | ------ |
| 2016/17 | 125.   | 9,91   | 22.    | 109    |
| 2017/18 | 76.    | 18,30  | 12.    | 183    |
| 2018/19 | 8.     | 51,22  | 4.     | 461    |
| 2019/20 | 27.    | 33,10  | 5.     | 331    |
| 2021/22 | -      | -      | 3.     | 613    |

### Europacup
- Saison 2015/16: 1. Moguls-Disziplinenwertung
- 9 Podestplätze, davon 5 Siege

### Juniorenweltmeisterschaften
- Chiesa in Valmalenco 2015: 11. Dual Moguls, 28. Moguls
- Åre 2016: 2. Moguls, 6. Dual Moguls
- Chiesa in Valmalenco 2017: 4. Dual Moguls, 6. Moguls
- Duved 2018: 1. Dual Moguls, 6. Moguls

### Weitere Erfolge
- 4 schwedische Meistertitel: (Dual Moguls 2017, 2018), (Moguls 2018, 2019)